# 古吕镇
古吕镇是中国河南省新蔡县下辖的一个镇。

## 行政区划
古吕镇下辖：和平街居委会、西城街居委会、人民街居委会、胜利街居委会、新华街居委会、大众街居委会、振兴街居委会、西郊村、三里湾村、北湖村、东湖村。